# NGC 4308
NGC 4308 is een elliptisch sterrenstelsel in het sterrenbeeld Hoofdhaar. Het hemelobject werd op 17 februari 1882 ontdekt door de Duitse astronoom Ernst Wilhelm Leberecht Tempel.

## Synoniemen
- UGC 7426
- MCG 5-29-69
- ZWG 158.88
- PGC 40011